# Gertrud Lönegren
Gertrud Margareta Lönegren-Jerkman, född 20 juli 1905 i Huskvarna, död 3 juni 1970 i Johannebergs församling i Göteborg, var en svensk keramisk formgivare. Utbildad vid Kunstgewerbeschule i Wien och Tekniska Skolan i Stockholm.
Gertrud Lönegren var dotter till verkstadschef John Lönegren och Amelie Boëthius, Huskvarna. Gift 1939 med agronomen Erik Jerkman.

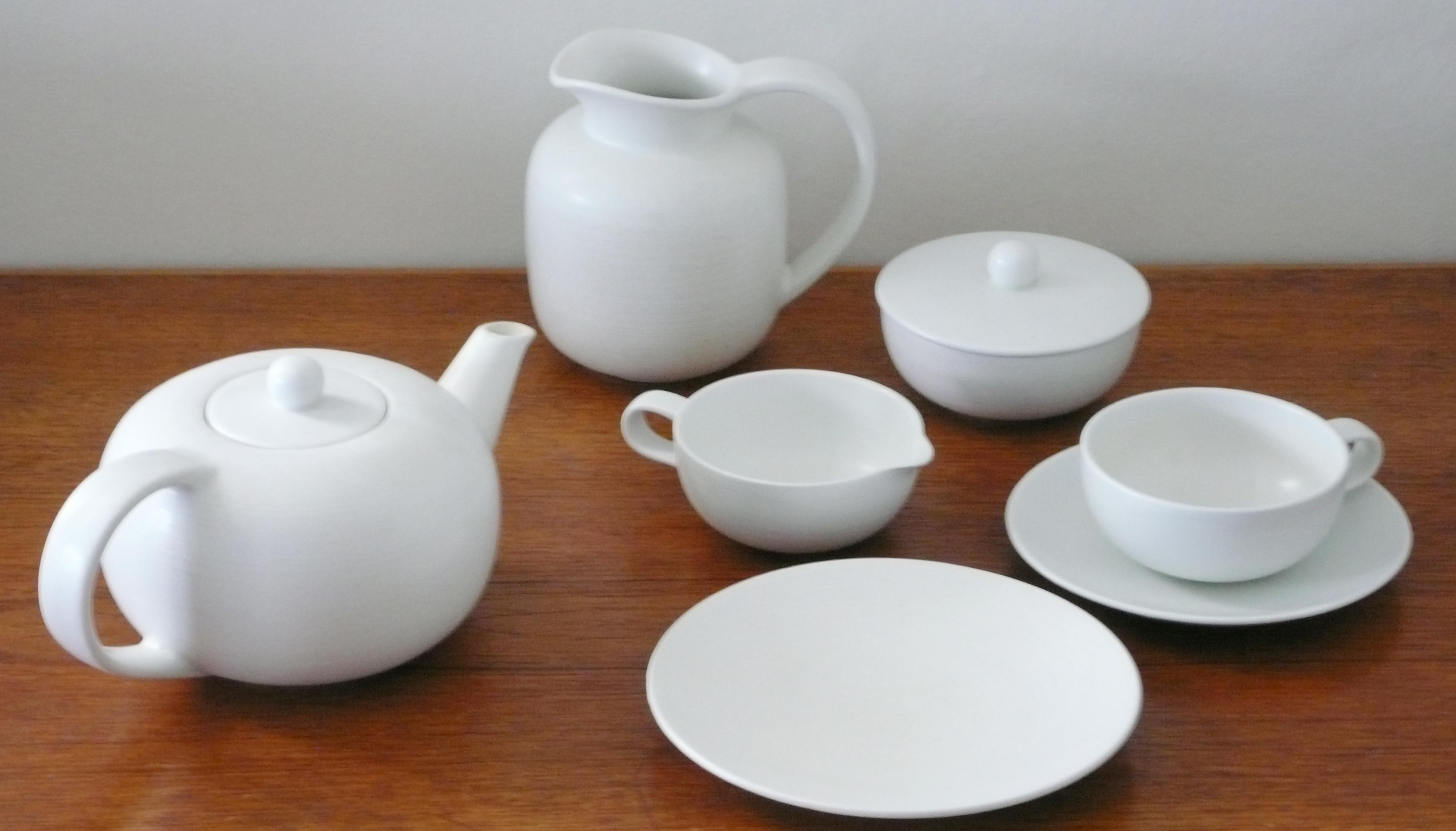
Blanche-servisen.

Lönegren var verksam vid S:t Eriks Lervarufabriker i Uppsala 1932–1936 och vid Rörstrand 1936–1941. Hennes produktion omfattade mest konstgods, men hon är också känd för sin teservis Blanche. Lönegren finns representerad vid bland annat Nationalmuseum i Stockholm och Upplandsmuseet i Uppsala.